# Clara Zorzi
Clara Zorzi (m. 1454), esposa de Nério II Acciajouli e Duquesa de Atenas depois da morte do marido. Esteve à frente dos destinos do ducado durante 1451, como regente de seu filho, Francesco I Contarini. Seguiu-se-lhe Bartolomeu Contarini com quem clara casou em 1451.